# Zingiber flaviflorum
Zingiber flaviflorum là một loài thực vật có hoa trong họ Gừng. Loài này được Chong Keat Lim và Kalu Meekiong miêu tả khoa học đầu tiên năm 2014.

## Mẫu định danh
Mẫu định danh: C.K. Lim L12539; thu thập tại đường Pine Tree, Bukit Fraser, Pahang. Mẫu holotype lưu giữ tại Đại học Quốc gia Malaysia ở Bangi, Selangor (UKMB), mẫu isotype lưu giữ tại tại Suriana Botanic Conservation Gardens, đảo Penang.

## Từ nguyên
Tính từ định danh flaviflorum (giống đực: flaviflorus, giống cái: flaviflora) là tiếng Latinh, nghĩa là hoa màu vàng; ở đây để nói tới màu vàng sẫm (đôi khi nhạt hơn và màu kem) của hoa loài này.

## Phân bố
Loài này là đặc hữu Bukit Fraser (Fraser's Hill), bang Pahang, Malaysia.

## Mô tả
Cây thảo nhỏ mọc thành cụm với các thân cong cao 75–240 cm (đôi khi với các thân bò lê dài tới 350 cm), với 7-8 cặp lá hình trứng tới thuôn dài. Các bẹ lá màu vàng ánh lục, hơi có lông tơ; phiến lá 17-22 × 3,4-4,3 cm, đỉnh nhọn, đáy thon nhỏ dần, mép nguyên; mặt trên màu xanh lục, bóng; mặt dưới nhạt hơn, hơi có lông tơ; lá nghiền nát có mùi hăng nồng. Cuống lá từ gần như không có tới ~3–4 mm, xẻ rãnh mặt trên, với gối rõ nét; lưỡi bẹ ngắn, ~2 mm, 2 thùy. Cụm hoa tại gốc, từ cuống cụm hoa phủ phục; lá bắc hình trứng với đỉnh nhọn, màu lốm đốm từ vàng ánh hồng, điểm ánh xanh lục. Hoa màu vàng khác biệt, đôi khi nhạt màu hơn. Cánh môi dài ~2-2,5 cm, đỉnh nhọn, hơi 2 thùy. Nhị lép bên hợp sinh với cánh môi. Bao phấn dài 1,2 cm, mào bao phấn dài hơn, ~1,5 cm.
Khác với Z. gracile ở chỗ các lá màu xanh lục bóng và mùi hăng nồng, cụm hoa rộng hơn với các lá bắc màu lốm đốm và hoa màu vàng khác biệt.